# Kenlo
Kenlo é uma empresa brasileira de tecnologia (proptech) focada no setor imobiliário. A empresa fornece uma plataforma integrada de soluções para imobiliárias, administradoras de imóveis e corretores, incluindo sistemas de CRM e ERP imobiliário, portais de anúncios, gestão de locações e serviços financeiros associados. Surgida como um spin-off da companhia inGaia em 2020, a Kenlo consolidou-se como uma das empresas de tecnologia imobiliária no Brasil, atendendo milhares de clientes em todo o país.

## História
A origem da Kenlo remonta à inGaia, empresa fundada no início dos anos 2000. Em 2007, a inGaia lançou um sistema de gestão imobiliária em nuvem.
Em setembro de 2020, a inGaia lançou a marca Kenlo como um spin-off, com foco em inteligência de dados e produtos financeiros integrados. A Kenlo manteve as operações unificadas com a inGaia e, em junho de 2022, a empresa passou por um rebranding completo para operar apenas sob a marca Kenlo, simplificando sua identidade no mercado. Nesse período, a Kenlo recebeu um aporte, recursos estes foram destinados a aprimorar a plataforma tecnológica e acelerar o desenvolvimento de novos produtos.
Sob a marca Kenlo, a empresa ampliou seu portfólio de soluções e estabeleceu parcerias estratégicas para expandir seus serviços no mercado imobiliário brasileiro.

## Produtos e Soluções
A plataforma da Kenlo é composta por diversas soluções integradas que cobrem as principais etapas da jornada imobiliária – da captação de clientes e imóveis até a conclusão de vendas ou locações. Entre os principais produtos e serviços oferecidos pela empresa estão:
- Kenlo Imob: sistema CRM para gestão de clientes e imóveis, permitindo a imobiliárias e corretores organizarem seus leads, imóveis e atendimentos em uma única plataforma. O Kenlo Imob conta com integrações nativas para publicação automática de imóveis em portais imobiliários (inclusive um Portal Kenlo próprio) e em redes sociais, além de ferramentas de automatização do atendimento e acompanhamento do funil de vendas.

- Kenlo Locação: plataforma ERP especializada na administração de locações de imóveis, abarcando desde a emissão de contratos, cobranças e notas fiscais até o controle de repasses e inadimplência. A solução permite a administradoras e imobiliárias digitalizar processos burocráticos de aluguel, integrando-se ao módulo financeiro para conciliação bancária e oferecendo recursos como assinatura digital de contratos e aplicativo móvel para locadores e locatários acompanharem boletos e extratos.

- Kenlo Sites: sistema de CMS para criação de sites imobiliários otimizados. A ferramenta possibilita que imobiliárias montem sites próprios com design responsivo e focado em conversão de leads, totalmente integrado ao Kenlo Imob para divulgação automática dos imóveis cadastrados. O Kenlo Sites conta com consultoria de SEO em parceria com a equipe de Neil Patel, visando melhorar o ranqueamento dos sites nos buscadores e aumentar o tráfego qualificado de interessados.[4]

- Kenlo Leads: plataforma para gestão de leads imobiliários. Integra-se ao CRM principal para distribuir automaticamente os contatos de interessados entre os corretores conforme regras personalizadas, priorizando os leads mais qualificados com auxílio de algoritmos de inteligência artificial. Também permite automação de respostas iniciais via WhatsApp e uso de etiquetas para organizar o estágio de cada lead, visando agilizar o atendimento e elevar as taxas de conversão de propostas em negócios fechados.

- Kenlo Inteligência: solução de análise de dados e inteligência de mercado. Oferece dashboards e relatórios interativos sobre o desempenho da imobiliária e tendências do mercado imobiliário local e nacional. Através dessa ferramenta, gestores podem acompanhar indicadores como conversão de leads, desempenho de corretores, preços médios de imóveis por região e comparativos com concorrentes, auxiliando na tomada de decisões estratégicas baseadas em dados.

- Kenlo Seguros: serviço de seguro imobiliário digital, incorporado à plataforma, focado em apólices para imóveis de locação (como seguro-incêndio ou conteúdos) contratadas de forma online. Esse produto permite que imobiliárias ofereçam seguros integrados ao processo de locação, gerando comodidade aos clientes e comissionamento extra para a imobiliária.

- Kenlo Pay: sistema de pagamentos automatizados voltado ao mercado imobiliário, integrado ao módulo de locação. Desenvolvido em parceria com grandes Fintechs, o Kenlo Pay permite a emissão e liquidação de boletos de aluguel diretamente na plataforma, além de automatizar os repasses de valores aos proprietários via mecanismo de split de pagamento (divisão automática). A solução visa reduzir o trabalho manual e erros na gestão financeira das imobiliárias, garantindo conformidade regulatória nos recebimentos e agilizando a disponibilização dos aluguéis.

- Kenlo Cash: serviço de antecipação de recebíveis de aluguel. Oferece aos proprietários de imóveis a opção de receber adiantado os valores de aluguel, por meio de uma parceria financeira estruturada pela Kenlo. Essa solução melhora a liquidez para os locadores e cria uma nova fonte de receita para as imobiliárias participantes, que podem intermediar a contratação da antecipação de forma integrada ao sistema Kenlo.[5]

## Impacto no mercado
Desde seu lançamento, a Kenlo alcançou uma expressiva base de usuários profissionais e participação de mercado no segmento de tecnologia imobiliária. Em 2022, a plataforma era utilizada por aproximadamente 10 mil imobiliárias e profissionais do setor, espalhados por cerca de 850 cidades em todos os estados do Brasil. Esses clientes utilizam ativamente as soluções Kenlo em suas operações diárias, conectando uma rede de mais de 50 mil corretores de imóveis aos sistemas da empresa.
Segundo a própria companhia, isso representa cerca de 25% de participação no mercado brasileiro de provedores de tecnologia para comercialização e locação de imóveis usados. Essa fatia de mercado posiciona a Kenlo como uma das principais empresas do segmento no país. De acordo com um dos co-CEOs, a Kenlo chegou a ser “cinco ou seis vezes maior” em número de clientes do que outras empresas de CRM imobiliário no Brasil em 2022.
As imobiliárias conectadas ao ecossistema Kenlo mantêm, conjuntamente, um estoque de cerca de 3 milhões de imóveis anunciados para venda ou aluguel, e os sites dessas imobiliárias (potencializados pelo Kenlo Sites) recebem cerca de 12 milhões de visitantes únicos por mês em busca de imóveis. Apenas no ano de 2021, estima-se que o conjunto de clientes da Kenlo transacionou aproximadamente R$ 41 bilhões em Valor Geral de Vendas (VGV) – somatório do valor de imóveis vendidos – e cerca de R$ 2,8 bilhões em Valor Geral de Locação (VGL) em contratos de aluguel fechados através da plataforma. Esses números ilustram o impacto da tecnologia da Kenlo na intermediação imobiliária: ao digitalizar e agilizar processos, a empresa contribui para aumentar a liquidez e o volume de negócios realizados por suas imobiliárias parceiras.

## Parcerias e Integrações
A estratégia da Kenlo inclui parcerias-chave e integrações tecnológicas que complementam suas soluções. A plataforma possui integração nativa com mais de 100 portais imobiliários e redes sociais, permitindo que os clientes publiquem automaticamente seus anúncios de imóveis em sites de classificados e no Facebook/Instagram, ampliando o alcance dos anúncios sem esforço duplicado. Além disso, a Kenlo mantém a Comunidade Kenlo – um marketplace onde são reunidos os imóveis das imobiliárias da base – facilitando a cooperação e compartilhamento de estoques entre os clientes da plataforma.
No campo de marketing digital, a Kenlo também buscou alianças para fortalecer seus produtos. A colaboração com o especialista internacional em SEO Neil Patel é um exemplo: a consultoria de Neil Patel auxilia na otimização dos sites imobiliários criados com Kenlo Sites, visando melhorar sua visibilidade no Google e atrair mais leads qualificados. Adicionalmente, a plataforma possui integrações com ferramentas populares de comunicação, como WhatsApp, permitindo que corretores interajam com clientes e recebam notificações de leads diretamente pelo aplicativo, tudo registrado no CRM – uma funcionalidade que elimina a necessidade de soluções separadas para atendimento instantâneo.
Essas parcerias e integrações reforçam o posicionamento da Kenlo como uma solução completa. Ao incorporar serviços de terceiros (pagamentos, crédito, seguros) e conexão com múltiplos canais (portais e apps), a empresa busca oferecer um ecossistema único onde imobiliárias possam gerenciar todo o ciclo de negócios imobiliários sem sair da plataforma, aumentando a eficiência e a proposta de valor para seus clientes.

## Repercussão na Mídia e Reconhecimento
Desde sua criação, a Kenlo vem ganhando destaque na mídia especializada e conquistando reconhecimento em programas de inovação. Em 2020, a empresa foi apontada pelo programa InovAtiva Brasil (ligado ao Ministério da Economia) como uma das 14 startups mais inovadoras do país naquele ano. Este reconhecimento nacional evidenciou a proposta diferenciada da Kenlo de integrar tecnologia digital, inteligência de dados e soluções financeiras para modernizar o tradicional mercado imobiliário.
Jornais e portais de negócios têm destacado o rápido crescimento e impacto da Kenlo no setor. O portal Startups.com.br, por exemplo, noticiou o investimento de R$50 milhões da companhia no desenvolvimento de seu novo CRM e esteira digital, enfatizando a estratégia de transformar sites de imobiliarias em plataformas completas de negócio e a incorporação de garantias locatícias e seguros dentro do sistema. Já uma reportagem do NeoFeed descreveu a Kenlo como empresa que atua na transformação digital do setor imobiliário brasileiro, comparando seu ecossistema ao porte de grandes startups do ramo.
Além disso, a Kenlo participa ativamente de eventos e iniciativas do setor imobiliário e de tecnologia. A empresa costuma marcar presença em conferências como o Conecta Imobi (maior evento do mercado imobiliário no Brasil) e tem sido mencionada em programas de inovação corporativa. Em 2025, foi citada no evento Google for Brasil como um dos exemplos de startups nacionais que estão acelerando o uso de inteligência artificial no país, refletindo os investimentos da Kenlo em algoritmos para qualificação de leads e automação de processos dentro da sua plataforma. Essas aparições reforçam a imagem da Kenlo como referência em tecnologia para imobiliárias e corroboram sua relevância no ecossistema de proptechs latino-americanas.

## Prêmios e Indicações
- Prêmio Reclame AQUI 2023: Kenlo finalista na categoria “Softwares”, figurando entre as empresas indicadas na principal premiação brasileira de reputação e atendimento ao cliente.
- Prêmio Reclame AQUI 2024: Novamente indicada como finalista na categoria “Softwares” na edição de 2024, consolidando sua presença entre as melhores avaliadas pelos consumidores.
- B2B Awards 2023: A plataforma Kenlo Imob conquistou o 1º lugar nas categorias “CRM de Vendas” e “Marketing Imobiliário”, e obteve o 2º lugar em “Gestão Imobiliária” no prêmio promovido pela B2B Stack, baseado em avaliações de usuários de software B2B.
- B2B Awards 2024: A Kenlo manteve o destaque, recebendo o 1º lugar nas categorias “CRM Imobiliário” e “Gestão Imobiliária”, reconhecimento que a posiciona no topo entre os softwares B2B do mercado imobiliário brasileiro.[10]